# Chique
Chique es una localidad de Santa Lucía que forma parte del distrito de Micoud.

## Toponimia
La localidad también es conocida por el nombre de Chique/Blanchard.